# Будичаны
Будича́ны (укр. Будичани) — село на Украине, основано в 1720 году (до 1946 года носило название с. Сербиновка), находится в Чудновском районе Житомирской области.
Код КОАТУУ — 1825880801. Население по переписи 2001 года составляет 964 человека. Почтовый индекс — 13213. Телефонный код — 4139. Занимает площадь 2,922 км². Расстояние до районного центра — 5 км. До ближайшей железнодорожной станции Чуднов-Волынский — 9 км. До Житомира — 55 км.

## История
В тридцатых годах организован колхоз ми. Н.Островского. Кроме с. Будычан (центр колхоза), в его составе находились с. Стовпов и с. Дреники. Разрушенная при советской Власти церковь в настоящее время выстроена заново. В селе асфальтированы дороги и газифицированы дома. До областного центра можно легко добраться на маршрутном такси «Стовпов-Житомир», проходящего центром села. В центре села, кроме магазинов и церкви, работает средняя школа им. Н.Бричника. Рядом возле школы, выстроенный в 1970 году, Дом культуры. На центральной площади села установлен памятник односельчанам, погибшим в 1941—1945 г.г. У входа в школу стоит памятник Николаю Бричнику, погибшему в Афганистане. Перед Домом культуры стоит памятник Тарасу Григорьевичу Шевченко.
В 1946 году указом ПВС УССР село Сербиновка переименовано в Будичаны.

## Адрес местного совета
13213, Житомирская область, Чудновский р-н, с. Будичаны, ул. Коммунаров, 1.